# 東國興
東國興（琉球語：〔〕／ ；1816年8月21日—1877年），字子祥，和名津波古親方政正（琉球語：／ ），琉球第二尚氏王朝末年的政治家、詩人。
東國興童名樽金，出生在東氏津波古殿內家族，為該家族第十三世當主。其父為東順法（與世山親方政輔），其母為童氏真鶴。
東國興跟隨父親東順法學習英語。1840年，東國興作為琉球的官生，前往清朝學習。他在北京國子監就學期間的師傅是孫衣言。1847年學成歸國，與鄭學楷同被尚育王任命為國學講談師匠，負責教育首里士族子弟。此後歷任御系圖假中取、御系圖座中取、高奉行、講談讀上役、御書院當等職務。1858年成為御同學，擔任尚泰王的侍講。翌年授予佐敷間切津波古地頭職。在牧志恩河事件發生之際，尚慎（玉川王子朝達）受到牽連，尚健（伊江王子朝直）欲將其逮捕拷問。東國興居中調停，竭力向王母說情，使得其免於審問。
1864年，東國興為耳目官，與正議大夫毛發榮一起出使清朝，請求冊封尚泰為王。1867年事竣歸國，赴薩摩藩報告此事。1871年，日本廢藩置縣。1873年，琉球遣使赴日本東京以慶賀年頭及天長節；原定東國興為年頭使，但考慮到御鎖官馬兼才（與那原親雲上良傑）跟熟悉日本事務，遂改以馬兼才為使。翌年，東國興充年頭使，前往東京慶賀年頭及天長節。在日本期間，東國興考察了其制度，日本的強盛和清朝的衰弱給他很大的衝擊。翌年歸國後，東國興建議尚泰王主動「奉還版籍」，即將主動將琉球併入日本，認為這對琉球未來的發展非常有利。他的這種主張受到琉球士族的猛烈抨擊，前三司官毛允良（龜川親方盛武）更是直斥他是琉球的叛徒。然而，東國興的意見對尚泰王起很大的影響。1877年，東國興在琉球被吞併前夕病死。
著有《東國興詩集》。向廷翼（喜舍場朝賢）是他的弟子。

## 外部連結
- 東國興詩稿[永久]